# Eciton quadriglume
Eciton quadriglume is een mierensoort uit de onderfamilie van de Ecitoninae. De wetenschappelijke naam van de soort is voor het eerst geldig gepubliceerd in 1836 door Haliday.